# Bettongia pusilla
Espèce
Statut de conservation UICN

 EX  : Éteint
Bettongia pusilla, communément appelé Bettong de Nullarbor, est une espèce éteinte de mammifères marsupiaux de la famille des Potoroidae. Elle était endémique de la plaine de Nullarbor, à laquelle elle doit son nom vernaculaire, dans le sud-ouest de l'Australie.